# Hemidactylus porbandarensis
Hemidactylus porbandarensis este o specie de șopârle din genul Hemidactylus, familia Gekkonidae, descrisă de Sharma 1981. Conform Catalogue of Life specia Hemidactylus porbandarensis nu are subspecii cunoscute.